# Giampiero Ticchi
Giampiero Ticchi (Pesaro, 4 novembre 1959) è un allenatore di pallacanestro italiano.

## Carriera
Muove i primi passi da allenatore vicino alla sua Gradara ovvero nel campionato di Promozione a Cattolica, squadra in cui fu anche giocatore in passato. Successivamente passa a Riccione, dove allena fino al 1996 ottenendo una promozione in Serie C2.

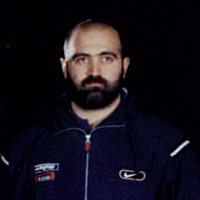
Ticchi nel 1997-98, come vice di Piero Bucchi

L'anno seguente siede in Serie A2 sulla panchina del Basket Rimini in qualità di vice allenatore, collaborando inizialmente con Piero Bucchi. Dopo la promozione nella massima serie, Salpo continua a maturare esperienza in un gruppo arrivato a giocare persino le coppe europee. Nella stagione 2000-01 gli viene affidato il ruolo di capo-allenatore, sempre in Serie A1 a Rimini. Il campionato inizia bene, con i biancorossi che a metà stagione si ritrovavano a breve distanza dalla zona play-off, ma la "fuga" di Rodney Buford nella NBA, gli infortuni di altri giocatori e i numerosi avvicendamenti nel roster a livello di mercato contribuiscono a far scivolare la squadra verso le zone basse e la retrocessione.
Nel dicembre del 2001 viene chiamato a sostituire Gianni Malavasi sulla panchina del Progresso Castel Maggiore, formazione del circondario bolognese che in quel momento occupava l'ultimo posto in Legadue con una sola vittoria nelle prime undici giornate. Ticchi riesce a invertire la tendenza riuscendo a chiudere la stagione al terzultimo posto, l'ultimo utile per la salvezza. Nel corso dell'anno seguente, il tecnico porta la squadra ai primi play-off di Legadue della storia del club, in cui Castel Maggiore elimina sorprendentemente la più quotata Scafati per poi uscire in semifinale. Nell'estate del 2003 l'imprenditore Claudio Sabatini acquisisce la società progettando di fatto la rinascita della nuova Virtus Bologna (esclusa dalla Serie A per problemi economici), con Ticchi inizialmente confermato alla guida. A novembre, tuttavia, si dimette per far spazio ad Alberto Bucci, avvicendamento che non è comunque sufficiente alla FuturVirtus per raggiungere la promozione ai bianconeri.
Messosi in luce anche per la sua capacità di scovare buoni giocatori in campionati esteri meno prestigiosi, Ticchi nell'annata 2004-05 diventa consulente di mercato della Robur Osimo. Nuova sfida anche per la stagione 2005-06, quando intraprende la funzione di coach della Germano Zama Faenza, compagine femminile che in quell'occasione giunge alle semifinali scudetto.
Nell'estate 2006 firma il suo ritorno a Rimini. La sua Coopsette è l'autentica sorpresa del campionato, arrivando a lottare per la promozione diretta fino all'ultima giornata grazie al 73% di vittorie ottenute in regular season. Grazie al primo posto finale in coabitazione con Caserta e Rieti (quest'ultima salì in serie A in virtù della classifica avulsa), viene ufficialmente premiato dalla Lega come miglior allenatore di Legadue 2007. Siede sulla panchina riminese anche l'anno successivo, centrando nuovamente la qualificazione ai play-off, uscendo poi ai quarti di finale contro Caserta.
Nel 2008 viene nominato commissario tecnico della Nazionale italiana femminile al posto di Gianni Lambruschi. Si qualifica con la sua squadra alla fase finale degli Europei femminili 2009, competizione in cui l'Italia mancava da dieci anni: in Lettonia l'Italia supera sia il primo turno grazie al secondo posto nel girone sia il girone successivo, accedendo così ai quarti di finale persi contro la Spagna. Il 2 luglio 2009 porta le azzurre alla conquista della medaglia d'oro ai Giochi del Mediterraneo 2009 davanti a Serbia, Croazia e Grecia.
Nel marzo 2010, pur mantenendo il proprio incarico di CT della Nazionale femminile, ottiene il permesso di accettare la nuova chiamata di Rimini, andando così a sostituire Giancarlo Sacco alla guida dei Crabs fino al termine della stagione.
Sostituito da Roberto Ricchini sulla panchina della Nazionale, nell'estate 2012 diventa capo allenatore della Victoria Libertas Pesaro. È esonerato a fine novembre, dopo sei sconfitte di fila; ne prende il posto Zare Markovski.
Nel luglio 2014 firma un biennale con l'Andrea Costa Imola, formazione militante nel campionato di Serie A2. Nel maggio 2015 ottiene un rinnovo per un ulteriore anno, prolungando la sua permanenza sulla panchina imolese fino alla fine della campionato 2016-17.
Nel 2019 torna ad allenare in Serie A1 femminile con l'ingaggio da parte della Reyer Venezia. Dopo aver concluso al primo posto la regular season del campionato 2020-21, la sua squadra batte Schio nelle finali play-off conquistando il titolo nazionale, riportando dunque in Laguna uno scudetto femminile che al club orogranata mancava da 75 anni. A fine torneo decide di lasciare la squadra.
Il 31 agosto 2022, a seguito delle dimissioni di Miguel Méndez, viene presentato come nuovo capo allenatore della sezione femminile della Virtus Bologna.

## Palmarès

### Di squadra

#### Club
- Campionato italiano femminile: 1
Venezia: 2020-21

#### Nazionale
- Giochi del Mediterraneo femminili:
 Pescara 2009

### Individuale
- Miglior allenatore del campionato di Legadue: 1
Rimini: 2006-07